# قصر الحائط (الأفلاج)
قصر الحائط أو القصر العادي أحد الحصون التاريخية الواقعة في السيح في الأفلاج. ذكر هذا الحصن أبو محمد الهمداني في القرن الرابع الهجري، يقول: «والقصر العادي من عهد طسم وجديس، وصفته أن بانيه بنى حصنًا  من الطين ثلاثين ذراعًا دكه، ثم بنى عليه الحصن، وحوله منازلُ الحاية للرئيس الذي يكون فيه، والأثل والنخل، وساكنه اليوم بنو أبي شمسة.» يسمى القصر اليوم "قصر الحائط"، وجدرانه لا تزال باقية، ومساحته تقريبًا خمسة وثلاثون مترًا في ثلاثين متر.